# Travis Taylor (giocatore di football americano)
Travis Lamont Taylor (Fernandina Beach, 30 marzo 1979) è un ex giocatore di football americano statunitense che ha militato nel ruolo di wide receiver nella National Football League (NFL).

## Carriera

### Baltimore Ravens
Al college Taylor giocò a football a Florida. Fu scelto come decimo assoluto dai Baltimore Ravens nel Draft NFL 2000. La squadra aveva fiducia potesse avere un immediato impatto ma Taylor ebbe solo 28 ricezioni per 278 yard in nove gare da rookie anche se segnò due touchdown nella sua seconda partita contro i Jacksonville Jaguars, una squadra che i Ravens non avevano mai battuto in precedenza. A fine anno Baltimore vinse il Super Bowl XXXV. La migliore stagione di Taylor con i Ravens fu nel 2002, quando ricevette 61 passaggi per 869 yard e 6 touchdown. Fu svincolato dopo una stagione 2004 negativa.

### Minnesota Vikings
Taylor firmò così con i Minnesota Vikings, con cui giocò nel 2005 e nel 2006, guidando la squadra in yard ricevute in entrambe le annate. In 32 partite con i Vikings (29 come titolare), ricevette 107 passaggi per 1.255 yard e 7 marcature. Dopo la stagione 2006 divenne free agent.

### Oakland Raiders
Il 22 maggio 2007 Taylor firmò con gli Oakland Raiders. Fu inattivo nella prima gara della stagione, dopo di che scese in campo nella seconda, senza ricevere alcun passaggio. Fu svincolato il 22 settembre

### St. Louis Rams
Taylor ebbe un provino con i New Orleans Saints l'11 ottobre 2007 ma non firmò. Trovò invece un accordo con i St. Louis Rams una settimana dopo. Disputò una sola partita con la squadra, ricevendo un passaggio da 4 yard e facendo registrare un tackle negli special team. Fu svincolato a novembre.

### Carolina Panthers
Il 26 dicembre 2007 Taylor firmò un contratto biennale con i Carolina Panthers. Fu inattivo nell'ultima gara rimanente della stagione regolare e il 30 agosto 2008 fu svincolato.

### Detroit Lions
Taylor firmò con i Detroit Lions il 16 dicembre, 2008, dopo che il wide receiver Shaun McDonald fu inserito in lista infortunati. Fu svincolato il 4 maggio 2009, chiudendo la carriera.

## Palmarès
- Super Bowl : 1

Baltimore Ravens: XXXV
- American Football Conference Championship: 1

Baltimore Ravens: 2000